# David Jonassen
David Jonassen (New Jersey, 14 settembre 1947 – Missouri, 2 dicembre 2012) è stato un pedagogista statunitense.
Famiglia di origini scandinave. Ha pubblicato molti libri e articoli riguardanti la progettazione didattica, l'ipermedia e la tecnologia nell'apprendimento e, grazie ad essi, ha vinto numerosi premi.

## Formazione
David Jonassen ha conseguito la laurea di primo livello presso l'University of Delaware nel 1976. Durante gli studi, ha lavorato come Camera-man. Jonassen è stato, anche, membro-fondatore della radio del campus producendo diversi spot pubblicitari e gestendo i programmi radiofonici. Inoltre ha anche lavorato come segretario nella sua Università aiutando i nuovi studenti nella compilazione dei moduli. Dopo la laurea Jonassen si è iscritto al programma di Educazione Elementare presso l'University of Delaware e ha insegnato in una scuola elementare. Successivamente, spinto dall'interesse per l'educazione e la psicologia, si è iscritto al dottorato in Educational Media presso la Temple University.

## Carriera
Dal 1976 al 1986 Jonassen ha lavorato come assistente-professore e, successivamente, come professore associato presso l'University of North Carolina a Greensboro. Durante questo decennio, ha tenuto vari corsi sugli Educational Media e sulla Psicologia dell'educazione, ha sviluppato, implementato e gestito il master in tecnologia didattica e ha sviluppato anche 16 corsi. In seguito, ha insegnato tecnologia didattica presso l'University of Colorado a Denver, dove ha sviluppato i programmi di Tecnologia dell'Istruzione per i corsi di Laurea specialistica in Corporate Training Development, Instructional Computing, Library Media e Instructional Technologist e ha anche implementato un dottorato in Instructional Development e Higher Education.
Durante il periodo in cui ha lavorato a Denver, Jonassen ha viaggiato molto: ha visitato varie Università come l'Università di Syracuse, la Heriot Watt University in Scozia, l'Università di Twente nei Paesi Bassi. 
Dal 1993 al 2000 Jonassen ha lavorato come professore presso la Pennsylvania State University dove ha ridisegnato i programmi del master in Training Design and Development.
Dal 2000 al 2012, anno della sua morte, ha lavorato presso l'University of Missouri come professore di sistemi didattici.
Jonassen, inoltre, ha ricevuto 29 premi per i suoi libri e i suoi articoli in Instructional Development pubblicati dall'Associazione per le Comunicazioni e la Tecnologia educativa.

## Ambienti di apprendimento
Jonassen definisce l'apprendimento come una pratica intenzionale, premeditata, attiva, cosciente, costruttiva che comprende l'attività reciproca di azione e riflessione. L'ambiente di apprendimento, quindi, può essere definito come un ambiente dinamico e aperto che permette ai soggetti di vivere un'esperienza di apprendimento. Inoltre l'ambiente di apprendimento dovrebbe essere flessibile in modo da essere adattato alle diverse situazioni reali che possono dipendere, ad esempio, da sistemi personali. I contenuti che il soggetto dovrebbe immagazzinare vengono presentati sotto molteplici punti di vista e non sono predisposti.
Secondo Jonassen l'apprendimento è "significativo" quando è un'attività:
1. attiva;
2. collaborativa;
3. conversazionale;
4. riflessiva;
5. contestualizzata;
6. intenzionale;
7. costruttiva.

Tramite l'apprendimento significativo il soggetto interiorizza una certa metodologia che lo rende autonomo nel percorso conoscitivo. 
Jonassen, nei suoi studi, cerca di individuare un metodo per promuovere un apprendimento di tipo significativo ovvero un apprendimento che non è mirato solamente alla memorizzazione ma che abbia anche un senso per il soggetto che apprende. Inoltre, il soggetto deve essere coinvolto in prima persona, con conoscenze, credenze e deve collaborare alla costruzione dei significati anche interagendo con il gruppo dei pari. Jonassen afferma che l'apprendimento è definito significativo se trova applicazione nella realtà e se porta il soggetto coinvolto alla riflessione.
Sulla base di queste riflessioni, Jonassen si interessa alla progettazione di ambienti di apprendimento costruttivisti ovvero all'apprendere tramite la Tecnologia.
Jonassen ha individuato una serie di principi per quanto riguarda la progettazione di ambienti di apprendimento:
- Riuscire a osservare la realtà e l'oggetto da diversi punti di vista e prospettive;
- Riuscire a rappresentare la complessità della realtà;
- "Costruire" la Conoscenza;
- Presentare compiti pratici rispetto a formule astratte;
- Costruire un ambiente di apprendimento realistico;
- Legare la Conoscenza al contesto e al contenuto.
- Costruire la Conoscenza tramite la Negoziazione (tra studente e insegnante).

## Costruttivismo
Jonassen è un esponente del costruttivismo. Secondo le teorie costruttiviste la conoscenza si raggiunge tramite l'esperienza personale attraverso processo di costruzione. Quindi, secondo Jonassen, l'insegnante è un facilitatore (coach) e aiuta gli studenti ad acquisire la conoscenza in modo autonomo e non è percepito come un trasmettitore di conoscenza.

## Mindtools
(da un articolo di David Jonassen e C. S. Carr)
Nella sua teoria, Jonassen, pone l'accento sui mindtools: sistemi (ad esempio spreadsheet, database, Hypermedia) che vengono adattati o sviluppati per funzionare da compagno intellettuale per chi apprende e per facilitare i più alti livelli di apprendimento. Jonassen li definisce come strumenti di conoscenza tramite i quali lo studente apprende e conosce, imparando ad analizzare, valutare, risolvere i problemi e riflettere sulle conoscenze acquisite. I mindtools devono, quindi, facilitare il pensiero critico attraverso l'utilizzo di media all'interno dell'ambiente scolastico.